# Robert Philp
Pour les articles homonymes, voir Philp.
Sir Robert Philp (28 décembre 1851 - 17 juin 1922) est un homme d'affaires et un homme politique du Queensland en Australie qui est le quinzième premier ministre du Queensland de décembre 1899 à septembre 1903 et à nouveau à partir de novembre 1907 à février 1908.

## Jeunesse
Philp est né en Écosse, en 1851. Il est le fils d'un industriel du textile et émigre à Brisbane avec sa famille en 1862. Il travaille pour une société de commerce maritime depuis sa sortie de l'école à l'âge de douze ans jusqu'en 1874, quand il déménage à Townsville pour occuper le poste de partenaire junior dans la société de négoce Burns Philp and Company. 
L'entreprise fournit de la main d'œuvre et du matériel pour les industriels, cultivateurs de sucre de canne et éleveurs de bovins qui constituent le poumon économique du Queensland du Nord, en faisant venir des îles du Pacifique Sud des ouvriers (connus sous le nom de Canaques) pour travailler comme ouvriers dans les champs de cannes à sucre, tout en développant les échanges commerciaux entre le Queensland et la Nouvelle-Guinée. Il était aussi un franc-maçon très actif. 
Quand le gouvernement de Thomas McIlwraith partisan de ce système favorable aux grands propriétaires conservateurs perd la majorité en 1883, il est remplacé par le gouvernement libéral de Samuel Griffith, qui veut mettre fin à la venue de Canaques. Homme d'affaires influent qui a participé à plusieurs reprises au gouvernement local, Philp finance et soutient les candidats opposés à Griffith. Il soutient le mouvement grandissant pour la séparation du Queensland du Nord du reste de la colonie.